# ビュイック・アンクレイブ
アンクレイブ (ENCLAVE) は、GMが製造、ビュイックブランドで販売される、フルサイズ高級クロスオーバーSUVである。

## 初代 (2008年 – 2017年)
2006年、北米国際オートショーにおいてコンセプトカーとして発表。プラットフォームはシボレー・トラバースやGMC・アカディアと同じラムダプラットフォームを採用する。また、デザインについては2003年の北米国際オートショーに出展されたコンセプトカーのセンティームをベースとした。
ビュイック・レイニア、ランデヴー、テラーザの3車種を統合した後継モデルとして2007年5月に販売を開始した。2008年からは中国市場での販売も開始された。
生産は、他のラムダプラットフォーム採用車とともに、ランシングのランシング・デルタ・タウンシップ組み立て工場において行われる。
2012年4月、ニューヨーク国際オートショーにてフェイスリフトを受けた2013年モデルが発表された。ラクロスと同様のテイストを持つキセノンHIDヘッドライト、ボンネットフード、ウォーターフォールグリルをはじめ、LEDテールランプ、バンパー一体型エキゾーストパイプが与えられた。インテリアも上質化が図られ、センタースタックにはビュイックの新しいインフォテインメントシステムであるIntelliLinkが搭載された。また、シボレー・トラバースと同様に世界初のフロントセンターエアバッグ標準装備車種となる。

## 2代目 (2017年 - 2024年)
2017年4月、ニューヨーク国際オートショーで2代目アンクレイブを公開した。
先代と同様にシボレー・トラバースと共通のプラットフォームを採用している。

## 車名
「ENCLAVE」は、「飛び地」を意味する英語である。